# Zakaria Labyad
Zakaria Labyad (Utrecht, 9 marzo 1993) è un calciatore olandese naturalizzato marocchino, centrocampista del Dalian Yingbo.

## Carriera

### Club
Debutta in prima squadra il 25 febbraio 2010 a quasi 17 anni in Europa League in PSV-Amburgo 3-2. Debutta in campionato poi tre giorni dopo contro il RKC Waalwijk (5-1). I primi goal ufficiali in campionato arrivano il 18 aprile 2010 quando segna due goal contro il Groningen. Nella partita persa per 4-1 contro il Benfica (7 aprile 2011) realizza il suo primo gol in Europa League. Il 25 agosto seguente segna un gol nella goleada rifilata al Ried (5-0) per i preliminari all'Europa League. Il 21 settembre poi segna una tripletta (la prima) in VVSB-PSV, gara valida per la Coppa d'Olanda. Torna a segnare in campionato il 2 ottobre in NEC Nijmegen-PSV Eindhoven 0-2.
L'8 aprile 2012 vince la Coppa d'Olanda per 3-0 contro l'Heracles Almelo giocando da titolare.
Conclude la stagione con 46 presenze e 12 goal in totale.
In totale con la maglia del PSV ha collezionato 65 presenze e 15 goal.
In estate, in seguito a un conflitto contrattuale con il PSV, viene ceduto allo Sporting Lisbona per 900.000 euro.
Per la stagione 2014-2015 viene ceduto in prestito al Vitesse e nel mercato invernale del 2016 con la stessa formula al Fulham.
Nel gennaio del 2017 torna in Olanda firmando per l'Utrecht, club della sua città con cui in un anno e mezzo colleziona 58 presenze e 21 gol tra campionato, Coppa d'Olanda ed Europa League.
Nell'estate del 2018 viene ceduto all'Ajax per 5,5 milioni di euro; qui trova poco spazio nelle prime due stagioni mentre nel 2020-2021 mette insieme 29 presenze e 8 gol in tutto segnando la sua prima doppietta il 22 novembre 2020 in Ajax-Heracles Almelo 5-0. Nel 2021-2022 è di nuovo ai margini e a fine stagione rimane svincolato.
Il 20 febbraio 2023 torna all'Utrecht con cui firma un contratto fino al 30 giugno 2024.

### Nazionale
Cresciuto in tutte le selezioni giovanili, nel 2009 Labyad partecipa con la nazionale Under-17 olandese al Mondiale Under-17. Dal 2011 al 2012 ha giocato nel Marocco Under-23 in vista dell'Olimpiade del 2012.

## Statistiche

### Presenze e reti nei club
Statistiche aggiornate al 16 dicembre 2024.
| Stagione        | Squadra          | Campionato      | Campionato | Campionato | Coppe nazionali | Coppe nazionali | Coppe nazionali | Coppe continentali | Coppe continentali | Coppe continentali | Totale | Totale |
| Stagione        | Squadra          | Comp            | Pres       | Reti       | Comp            | Pres            | Reti            | Comp               | Pres               | Reti               | Pres   | Reti   |
| --------------- | ---------------- | --------------- | ---------- | ---------- | --------------- | --------------- | --------------- | ------------------ | ------------------ | ------------------ | ------ | ------ |
| 2009-2010       | PSV              | E               | 6          | 2          | CO              | 0               | 0               | UEL                | 1                  | 0                  | 7      | 2      |
| 2010-2011       | PSV              | E               | 7          | 0          | CO              | 3               | 0               | UEL                | 2                  | 1                  | 12     | 1      |
| 2011-2012       | PSV              | E               | 32         | 6          | CO              | 6               | 4               | UEL                | 10                 | 2                  | 48     | 12     |
| Totale PSV      | Totale PSV       | Totale PSV      | 45         | 8          |                 | 9               | 4               |                    | 13                 | 3                  | 67     | 15     |
| 2012-2013       | Sporting Lisbona | PL              | 19         | 2          | CP+CdL          | 0+2             | 0+0             | UEL                | 6                  | 1                  | 27     | 3      |
| 2013-2014       | Vitesse          | E               | 16+2       | 3          | CO              | 0               | 0               | -                  | -                  | -                  | 18     | 3      |
| 2014-2015       | Vitesse          | E               | 29+4       | 8+1        | CO              | 2               | 1               | -                  | -                  | -                  | 35     | 10     |
| Totale Vitesse  | Totale Vitesse   | Totale Vitesse  | 45+6       | 11+1       |                 | 2               | 1               |                    | -                  | -                  | 53     | 13     |
| gen.-giu. 2016  | Fulham           | FLC             | 2          | 0          | FACup+CdL       | 0+0             | 0+0             | -                  | -                  | -                  | 2      | 0      |
| 2016-2017       | Utrecht          | E               | 14+4       | 3          | CO              | 1               | 0               | -                  | -                  | -                  | 19     | 3      |
| 2017-2018       | Utrecht          | E               | 29+3       | 11+3       | CO              | 1               | 1               | UEL                | 6                  | 2                  | 39     | 17     |
| 2018-2019       | Ajax             | E               | 12         | 1          | CO              | 5               | 3               | UCL                | 3                  | 0                  | 20     | 4      |
| 2019-2020       | Ajax             | E               | 2          | 1          | CO              | 0               | 0               | UCL+UEL            | 1+0                | 0+0                | 3      | 1      |
| 2020-2021       | Ajax             | E               | 22         | 5          | CO              | 2               | 3               | UCL+UEL            | 5+0                | 0+0                | 29     | 8      |
| 2021-2022       | Ajax             | E               | 2          | 0          | CO              | 0               | 0               | UCL                | 0                  | 0                  | 2      | 0      |
| Totale Ajax     | Totale Ajax      | Totale Ajax     | 38         | 7          |                 | 7               | 6               |                    | 11                 | 0                  | 56     | 13     |
| 2022-2023       | Utrecht          | E               | 7          | 1          | CO              | 1               | 0               | -                  | -                  | -                  | 8      | 1      |
| 2023-2024       | Utrecht          | E               | 9          | 0          | CO              | 1               | 0               | -                  | -                  | -                  | 10     | 0      |
| Totale Utrecht  | Totale Utrecht   | Totale Utrecht  | 59+7       | 15+3       |                 | 4               | 1               |                    | 6                  | 2                  | 76     | 21     |
| 2024            | Yunnan Yukun     | CL1             | 30         | 6          | CC              | 1               | 0               | -                  | -                  | -                  | 31     | 6      |
| Totale carriera | Totale carriera  | Totale carriera | 251        | 53         |                 | 23              | 13              |                    | 36                 | 5                  | 310    | 71     |

### Cronologia presenze e reti in nazionale
| Cronologia completa delle presenze e delle reti in nazionale ― Marocco | Cronologia completa delle presenze e delle reti in nazionale ― Marocco | Cronologia completa delle presenze e delle reti in nazionale ― Marocco | Cronologia completa delle presenze e delle reti in nazionale ― Marocco | Cronologia completa delle presenze e delle reti in nazionale ― Marocco | Cronologia completa delle presenze e delle reti in nazionale ― Marocco | Cronologia completa delle presenze e delle reti in nazionale ― Marocco | Cronologia completa delle presenze e delle reti in nazionale ― Marocco |
| Data                                                                   | Città                                                                  | In casa                                                                | Risultato                                                              | Ospiti                                                                 | Competizione                                                           | Reti                                                                   | Note                                                                   |
| ---------------------------------------------------------------------- | ---------------------------------------------------------------------- | ---------------------------------------------------------------------- | ---------------------------------------------------------------------- | ---------------------------------------------------------------------- | ---------------------------------------------------------------------- | ---------------------------------------------------------------------- | ---------------------------------------------------------------------- |
| 29-2-2012                                                              | Marrakech                                                              | Marocco                                                                | 2 – 0                                                                  | Burkina Faso                                                           | Amichevole                                                             | -                                                                      | 46’                                                                    |
| 14-8-2013                                                              | Tangeri                                                                | Marocco                                                                | 1 – 2                                                                  | Burkina Faso                                                           | Amichevole                                                             | -                                                                      | 56’                                                                    |
| 13-11-2014                                                             | Agadir                                                                 | Marocco                                                                | 6 – 1                                                                  | Benin                                                                  | Amichevole                                                             | -                                                                      | 76’                                                                    |
| 16-11-2014                                                             | Agadir                                                                 | Marocco                                                                | 2 – 1                                                                  | Zambia                                                                 | Amichevole                                                             | -                                                                      | 76’                                                                    |
| 28-3-2015                                                              | Agadir                                                                 | Marocco                                                                | 0 – 1                                                                  | Uruguay                                                                | Amichevole                                                             | -                                                                      | 65’                                                                    |
| 27-3-2018                                                              | Casablanca                                                             | Marocco                                                                | 2 – 0                                                                  | Uzbekistan                                                             | Amichevole                                                             | -                                                                      | 46’                                                                    |
| Totale                                                                 |                                                                        | Presenze                                                               | 6                                                                      |                                                                        | Reti                                                                   | 0                                                                      |                                                                        |

## Palmarès

### Club

#### Competizioni nazionali
- Coppa dei Paesi Bassi: 3

PSV: 2011-2012
Ajax: 2018-2019, 2020-2021
- Supercoppa di Portogallo: 1

Sporting Lisbona: 2015
- Campionato olandese: 2

Ajax: 2018-2019, 2020-2021
- Supercoppa dei Paesi Bassi: 1

Ajax: 2019
- China League One: 1

Yunnan Yukun: 2024